# 54522 Menaechmus
54522 Menaechmus è un asteroide della fascia principale. Scoperto nel 2000, presenta un'orbita caratterizzata da un semiasse maggiore pari a 3,0049936 au e da un'eccentricità di 0,0833669, inclinata di 8,97910° rispetto all'eclittica.
L'asteroide è dedicato al matematico greco antico Menecmo.